# سی‌جی‌اس آترای
سی‌جی‌اس آترای (به انگلیسی: CGS Atrai) یک کشتی است که طول آن ۲۲٫۹ متر (۷۵ فوت) می‌باشد.